# Viktor Bologan
Viorel Antonovič Bologan, detto Viktor (Chișinău, 14 dicembre 1971), è uno scacchista moldavo, Grande maestro.
Ottenne il suo più grande successo nel 2003, vincendo a Dortmund il super-torneo "Dortmund Sparkassen", con un punto di vantaggio su Kramnik, Anand e Lékó.
Bologan è un grande esperto della difesa slava e ha scritto un libro sulla variante Čebanenko (1. d4 d5 2. c4 c6 3. Cf3 Cf6 4. Cc3 a6): The Chebanenko Slav According to Bologan, edizioni New in Chess, 2008.
Dal 1992 al 2018 ha partecipato con la nazionale della Moldavia a 13 olimpiadi degli scacchi, sempre in prima scacchiera, realizzando +49 –31 =52 .
Ha raggiunto il massimo Elo nell'agosto 2012, con 2734 punti (18º posto al mondo e 1º moldavo).
Altri risultati di rilievo:
- 1989 : 1º nel campionato sovietico dei giovani, con Gelfand e Širov
- 1999 : 1º a Xanthi e a Jūrmala; ottiene il titolo di Grande Maestro
- 1993 : 1º a Ostrava, 2º a Las Palmas

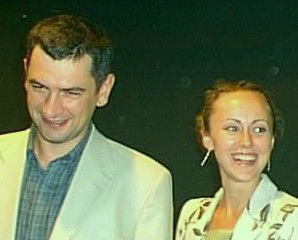
Bologan al torneo di Dortmund 2003

- 1997 : =1º con Michail Krasenkov nell'open di New York
- 1999 : 1º a Belfort, 2º a Enghien-les-Bains dietro a Joël Lautier
- 2000 : 1º a Minsk e a Pechino; =1º con Judit Polgár a Buenos Aires
- 2001 : 1º nel torneo Poikovsky-Karpov; =1º a Shanghai
- 2002 : 1º a Pamplona, davanti a Rəcəbov e Andersson
- 2003 : 1º nel fortissimo Open Aeroflot di Mosca, davanti a 150 grandi maestri
- 2005 : =1º nel torneo Poikovsky-Karpov con Étienne Bacrot, davanti a Griščuk, Dreev e Svidler; =1º a Sarajevo con Sokolov; 1º nel Canadian Open di Edmonton
- 2006 : 1º-2º nell'Open Aeroflot di Mosca (Baadur Jobava vinse lo spareggio tecnico)